# Reproductrice
 (mars 2024).
Si vous disposez d'ouvrages ou d'articles de référence ou si vous connaissez des sites web de qualité traitant du thème abordé ici, merci de compléter l'article en donnant les références utiles à sa vérifiabilité et en les liant à la section « Notes et références ».
Une reproductrice est un appareil de mécanographie permettant de reproduire telles quelles des cartes perforées sans passer par l'emploi de la tabulatrice et de sa perforatrice connectée. Dans la reproductrice, l'ensemble des trous de la carte sont perforés en une seule fois, et non colonne par colonne.
Il avait même été mis au point un modèle permettant de regrouper sur une seule carte en sortie le contenu de plusieurs cartes entrées.